# Lopușanka, Turka
Lopușanka (în ucraineană Лопушанка) este un sat în comuna Hașciv din raionul Turka, regiunea Liov, Ucraina.

## Demografie
Componența lingvistică a localității Lopușanka
     Ucraineană (99,79%)
     Alte limbi (0,21%)
Conform recensământului din 2001, majoritatea populației localității Lopușanka era vorbitoare de ucraineană (99,79%), existând în minoritate și vorbitori de alte limbi.